# 草螟弄雞公
草螟弄雞公是台灣彰南地區的一首頗具代表性的敘事民謠，以一句「草蜢仔弄雞公，雞公匹噗跳」而成為家喻戶曉的台語囡仔歌。